# Richard Wattis
Richard Cameron Wattis, född 25 februari 1912 i Wednesbury, Staffordshire, död 1 februari 1975 i London, var en brittisk skådespelare.

## Rollista i urval
- 1949 – Sju hertigar
- 1952 – En ryslig fästman
- 1953 – Allt kan hända i Paris
- 1954 – Doktorn är här
- 1954 – Vad kvinnan vill
- 1955 – Mästerrymmarna på Colditz
- 1956 – Kamrat i svarta spetsar
- 1956 – Mannen som visste för mycket
- 1957 – Prinsen och balettflickan
- 1957 – Skolflickorna slår till igen
- 1957 – Vi sitter i sjön
- 1958 – Värdshuset Sjätte Lyckan
- 1961 – I fräckaste laget
- 1961 – Nu tar vi flygmalajen
- 1962 – Den kidnappade Venus
- 1962 – Den längsta dagen
- 1962 – Hotel International
- 1962 – Äventyr i Paris
- 1965 – Bunny Lake är försvunnen
- 1965 – Den mystiska blondinen
- 1965 – På främmande mark
- 1971 – The Goodies (TV-serie)
- 1972–1974 – Sykes (TV-serie)
- 1973 – Take Me High